# Месарош, Дьюла
Дью́ла Ме́сарош (венг. Mészáros Gyula; 1883, Сакч, Австро-Венгрия — 1957, Нью-Йорк) — венгерский этнограф, антрополог и фольклорист, изучавший духовную и материальную культуры народов Среднего Поволжья. Оставил этнографические свидетельства о жизни чувашей, башкир и татар.

## Биография
Дьюла (также Юлиус) Месарош родился в 1883 году в городке Сакч (Австро-Венгрия), с ранних лет проявлял интерес к этнографии. По поручению Венгерского комитета Международного общества Средней и Восточной Азии с 1906 по 1908 совершает полевые этнографические экспедиции среди народов, населявших Казанскую и Симбирскую губернии.
По результатам экспедиций 25 мая 1908 года выступил с отчётом на заседании Венгерской академии наук. Вскоре были опубликованы материалы экспедиций, сделавшие имя учёного широко известным в научных кругах.
Впоследствии профессор, директор музея.
Учёный скончался в Нью-Йорке в 1957 году.

## Научные взгляды
Месарош, в частности, осуждал принятый в начале XIX века принцип отрицания насильственной христианизации, считая, что: 
Исследования языческой веры чувашей показывают, что большая часть народа когда-то была мусульманами, но в результате позднейшей неблагоприятной политической ситуации связь между ними и мусульманским миром прекратилась и в душе народа неукоренившийся ислам слился с ещё не совсем забытым язычеством. Из этих двух составляющих создалось сегодняшнее верование чувашей, в котором местами ещё чувствуется и русское христианское влияние.

### На русском языке
- Месарош Ю. Отчет члена Венгерского комитета о поездке к чувашам и приволжским татарам// Известия состоящих под высочайшим Его Имп. Величества покровительством Рус. ком. для изучения Сред. и Вост. Азии в ист., археол., лингвист. и этногр. отношениях. — СПб., 1909. — № 9. — С. 60—66.
- Месарош Д. Памятники старой чувашской веры. — Чебоксары: ЧГИГН, 2000. (Переиздание первого тома — A csuvas ősvallás emlékei 1909 года).

## Память
- Киргизия, г. Бишкек, улица имени Д. Месароша